# اس-بان برلین
اس-بان برلین  (آلمانی: Berlin S-Bahn) شبکه راه‌آهن شهری برلین و حومه است.
این راه‌آهن که در سال ۱۹۲۴ تأسیس شده دارای ۱۵ خط، ۱۶۶ ایستگاه و ۳۲۷٫۴ کیلومتر طول می‌باشد.

## نگارخانه

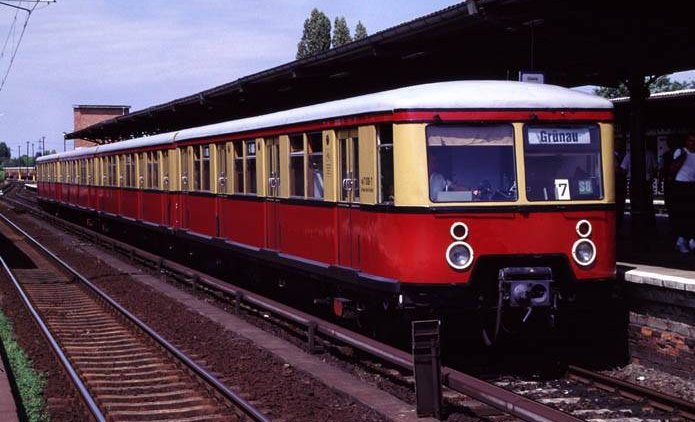
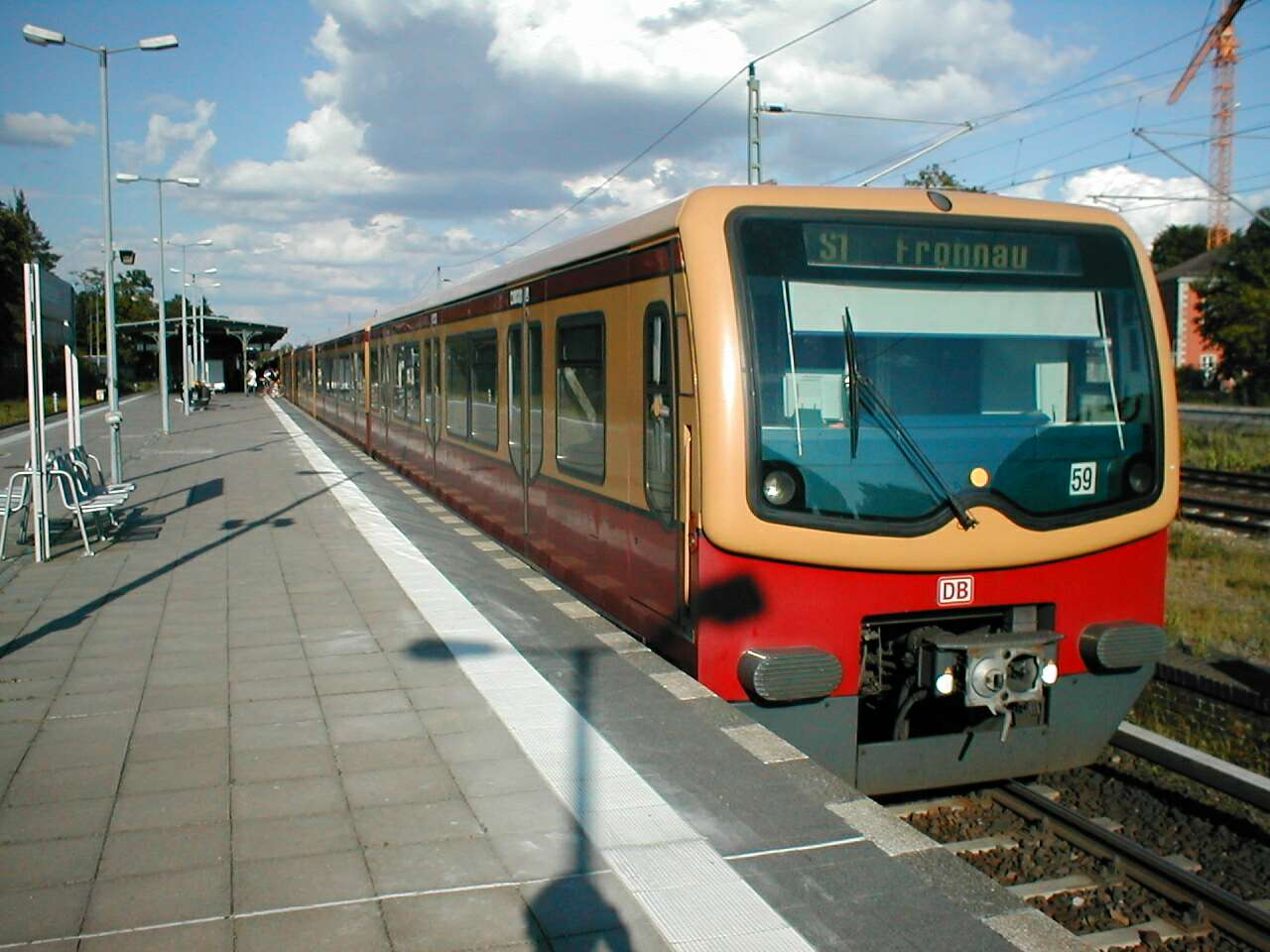
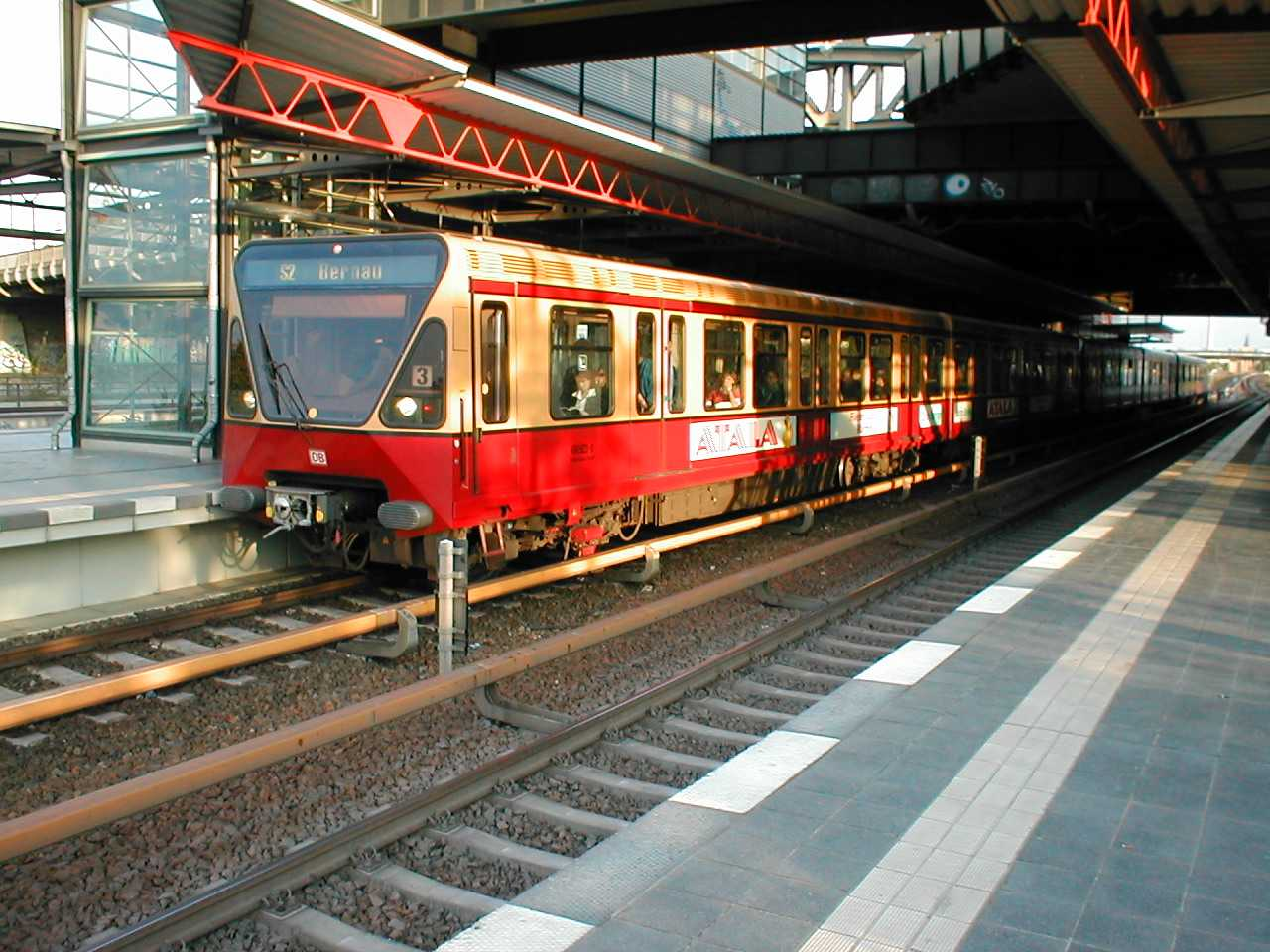
Class 480
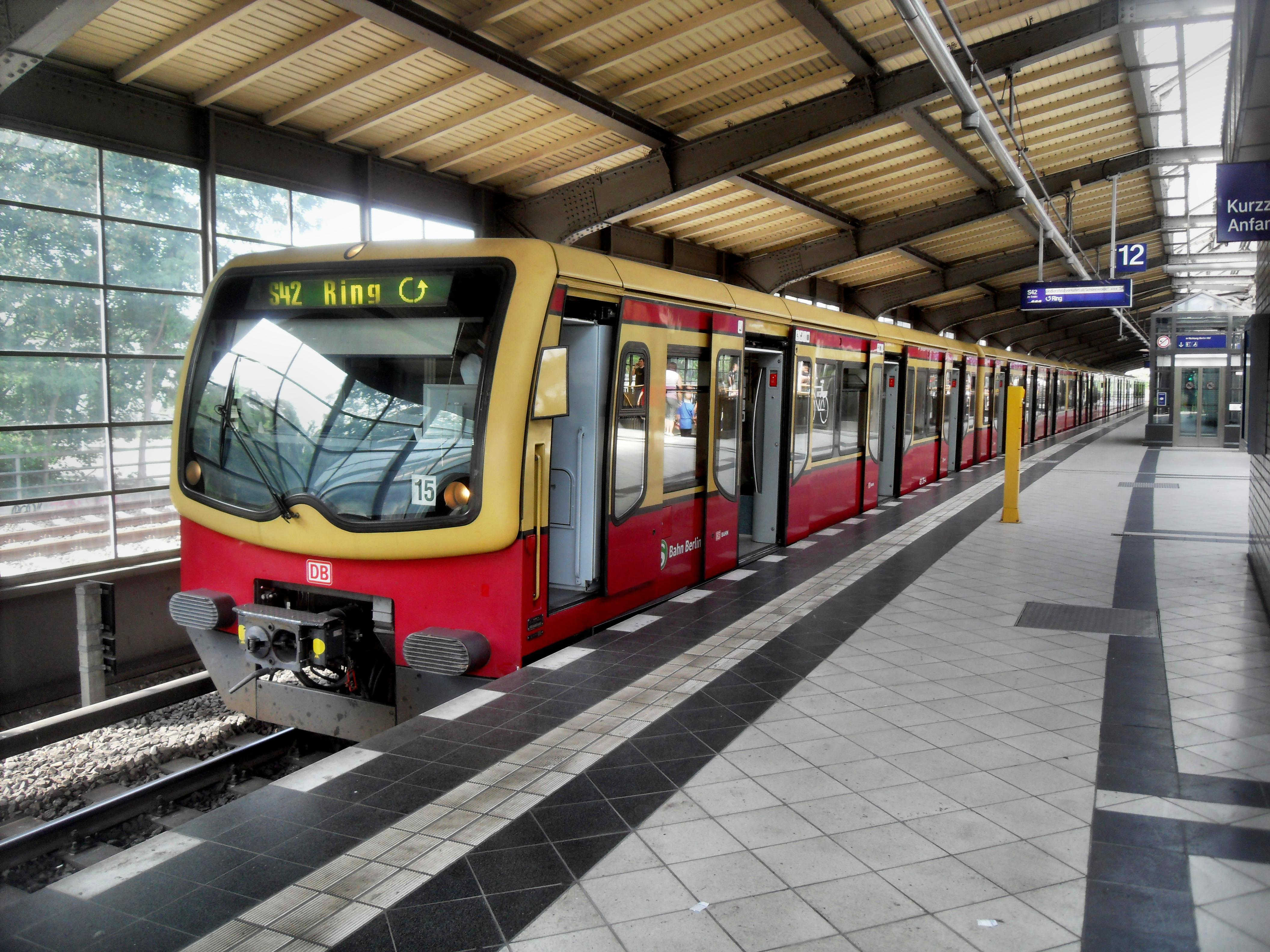
Class 481
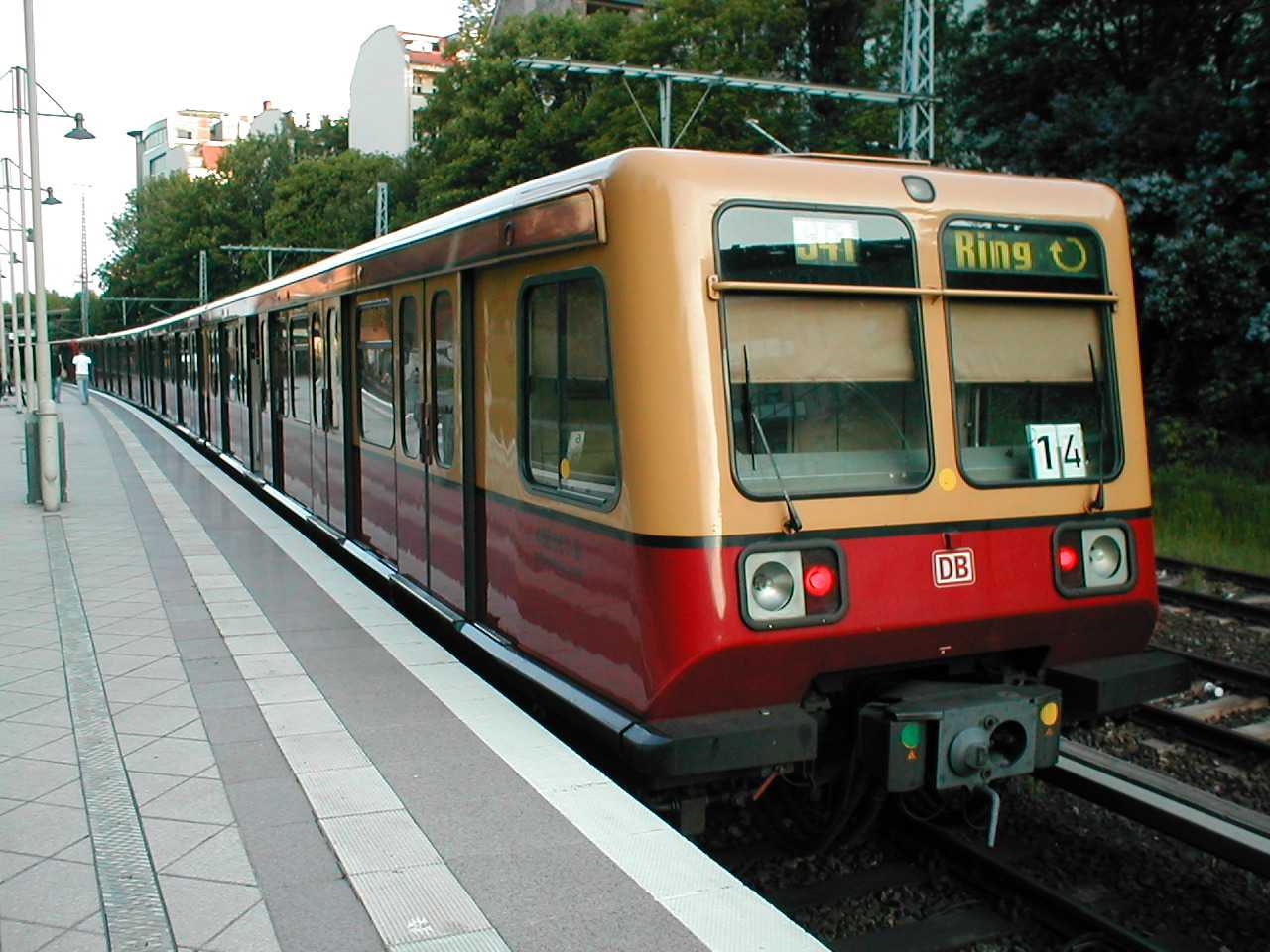
Class 485
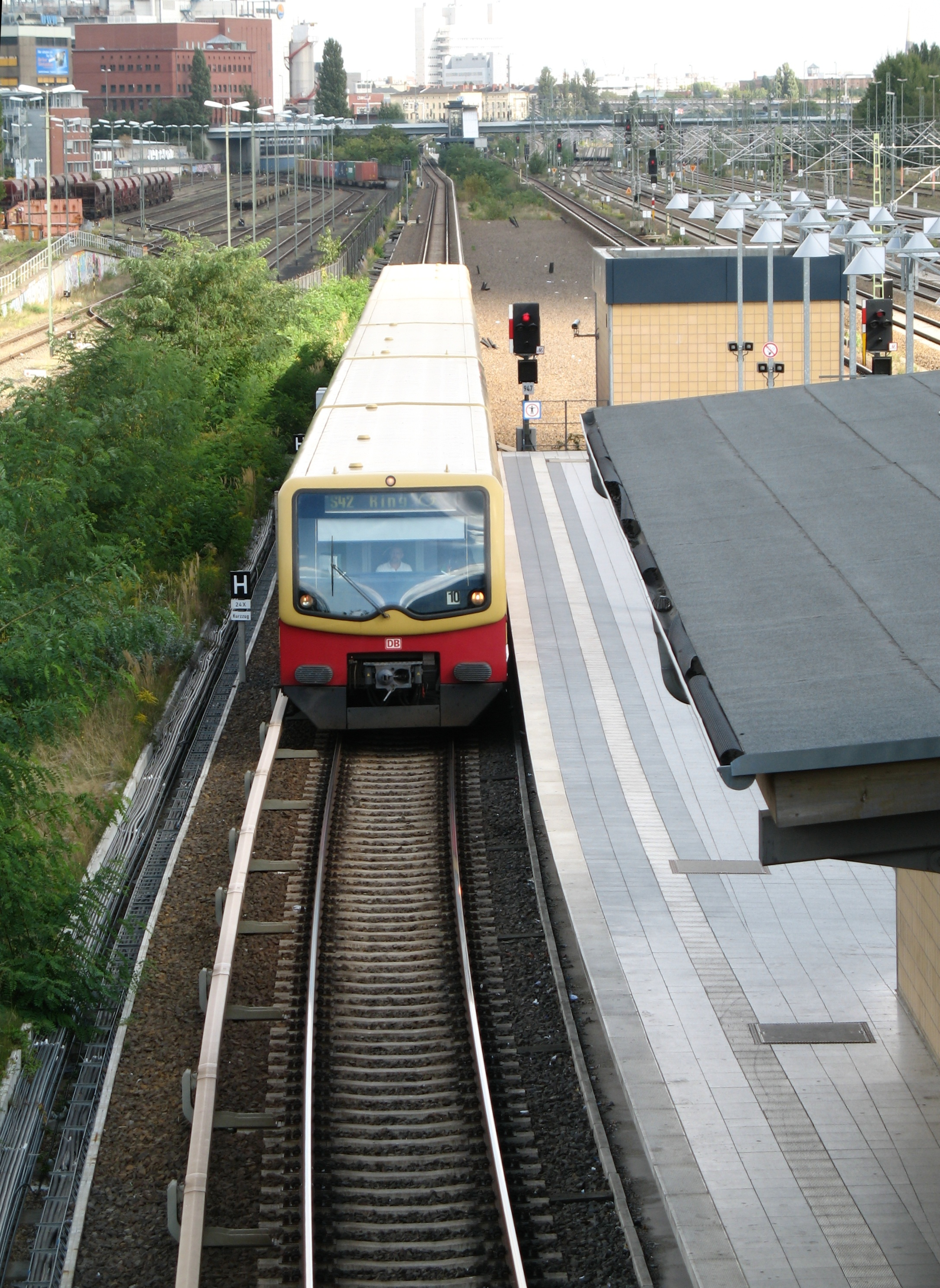
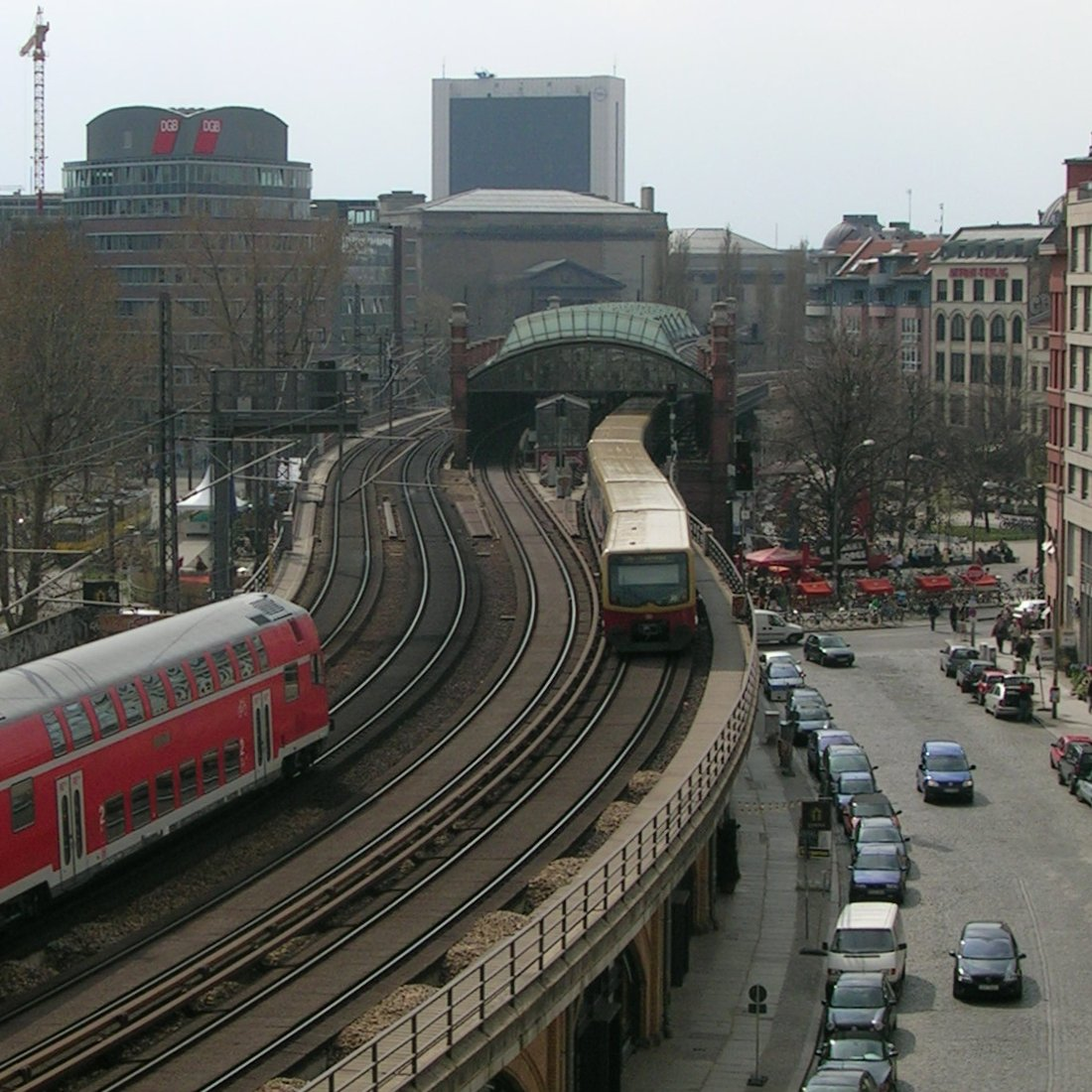
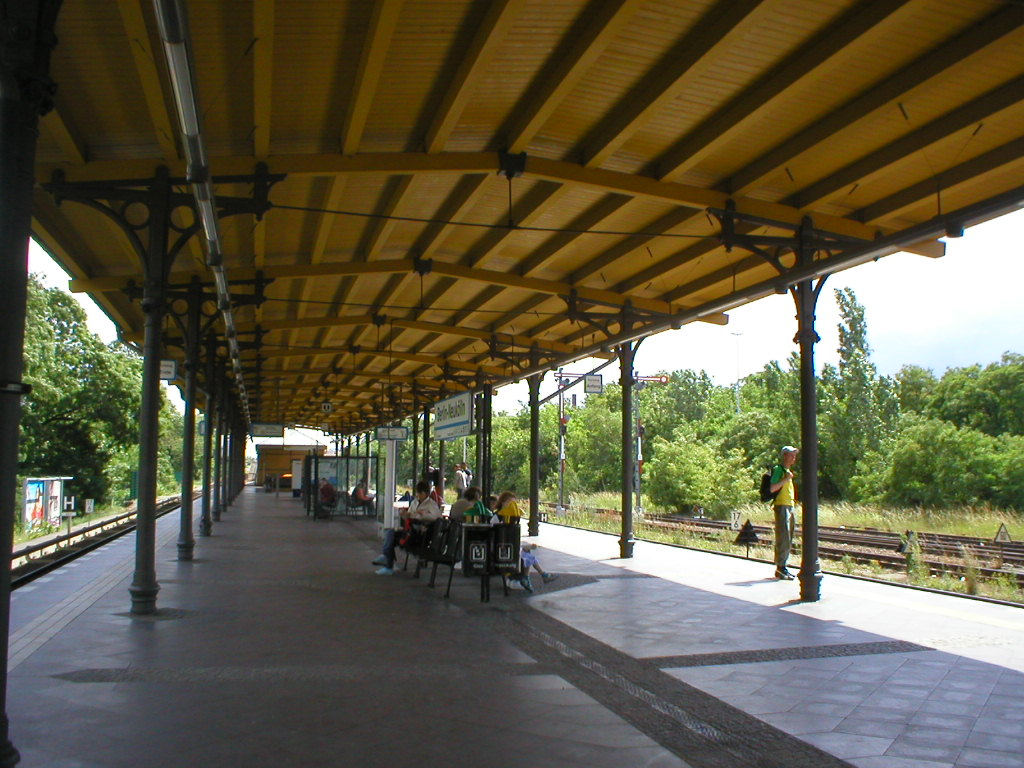
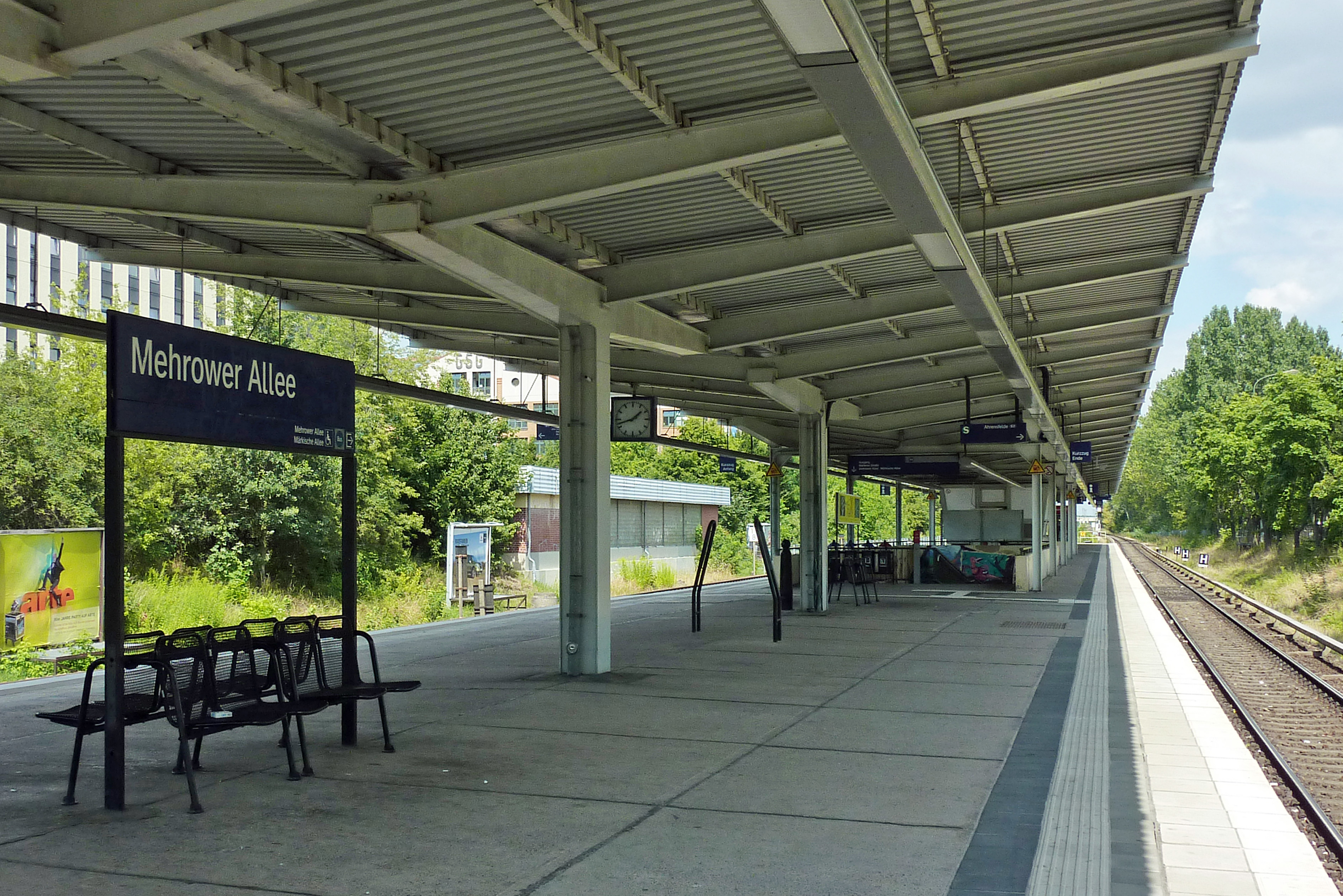
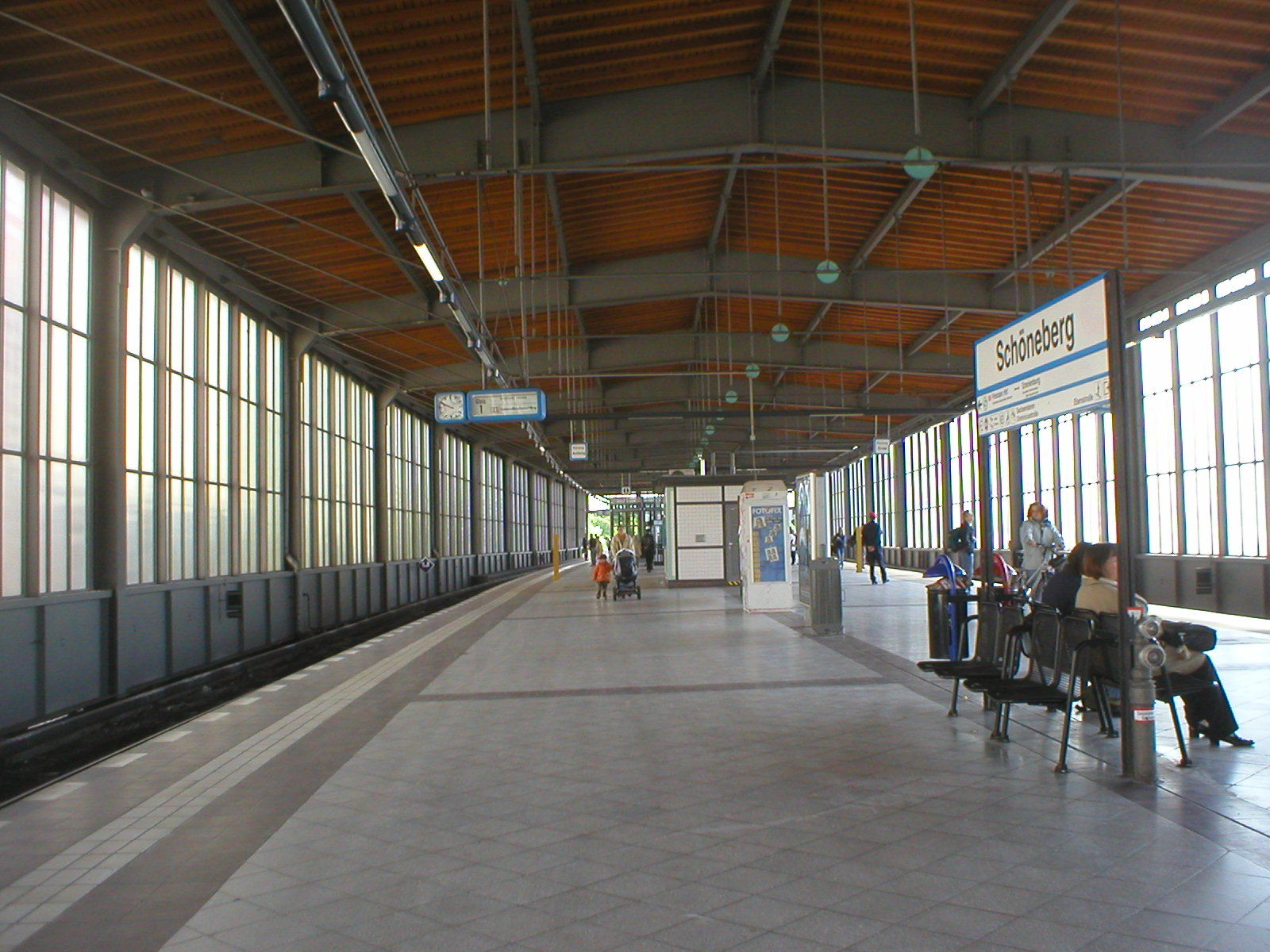
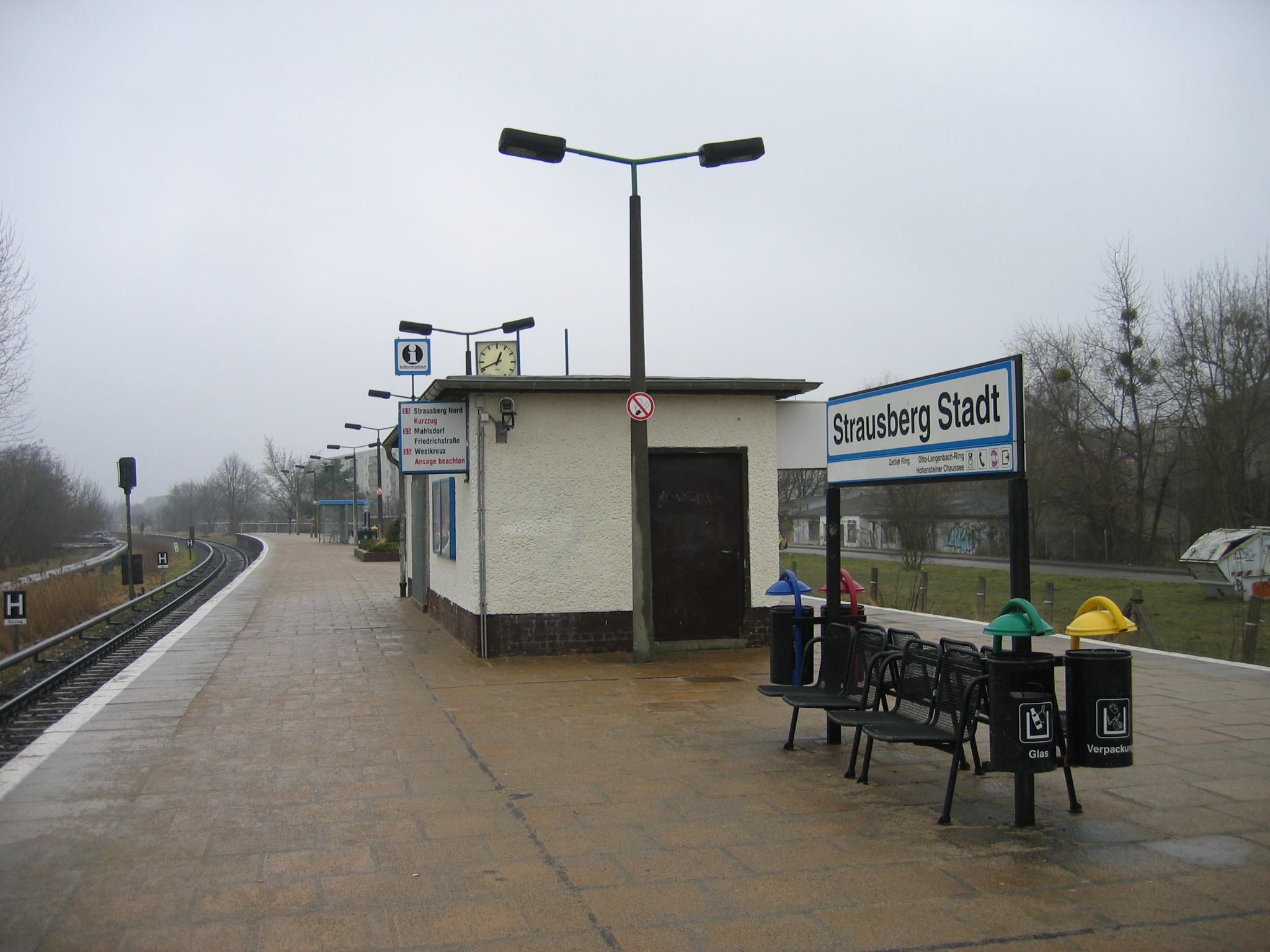
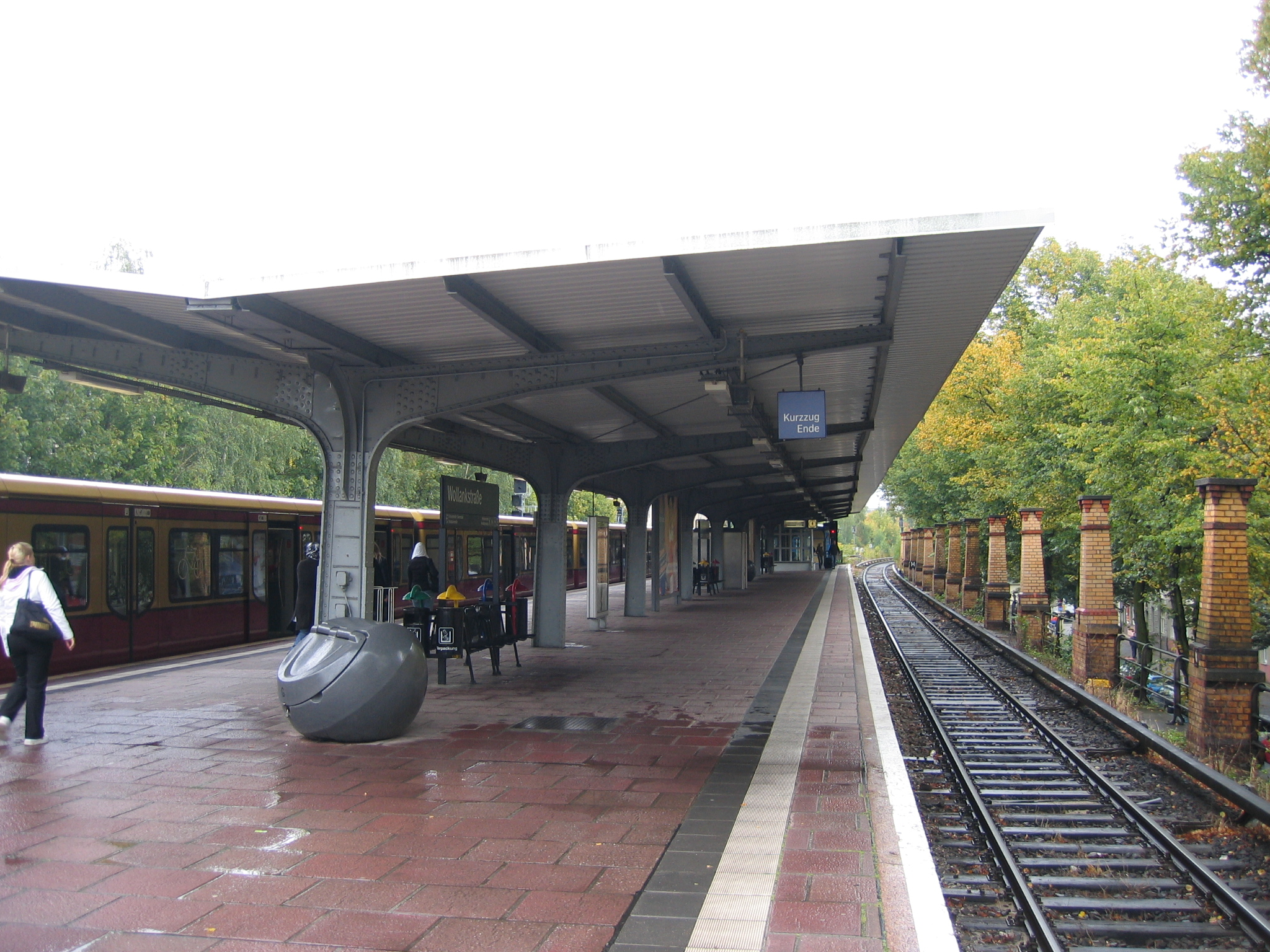